# Hergatz

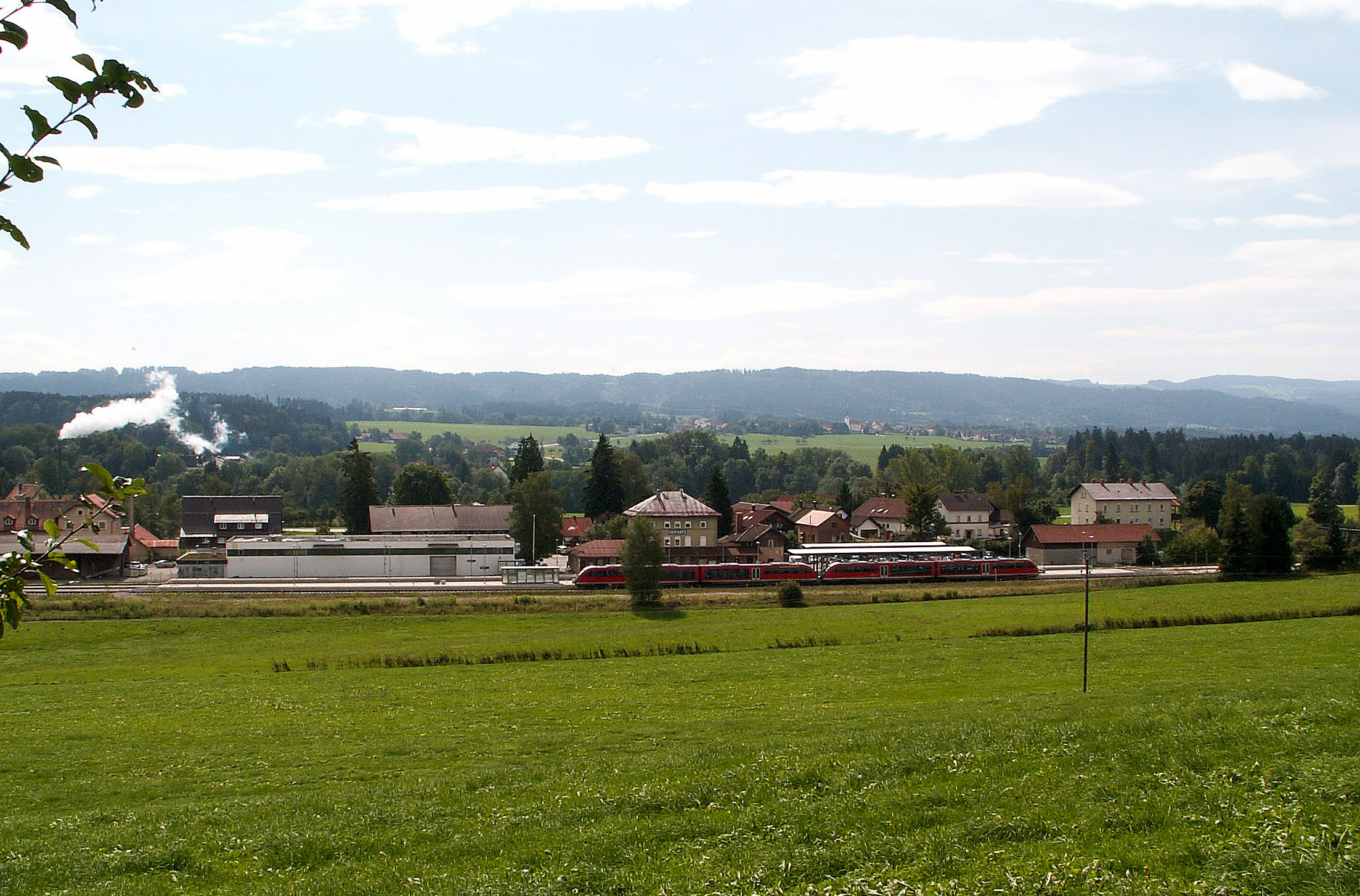
Bahnhof Hergatz

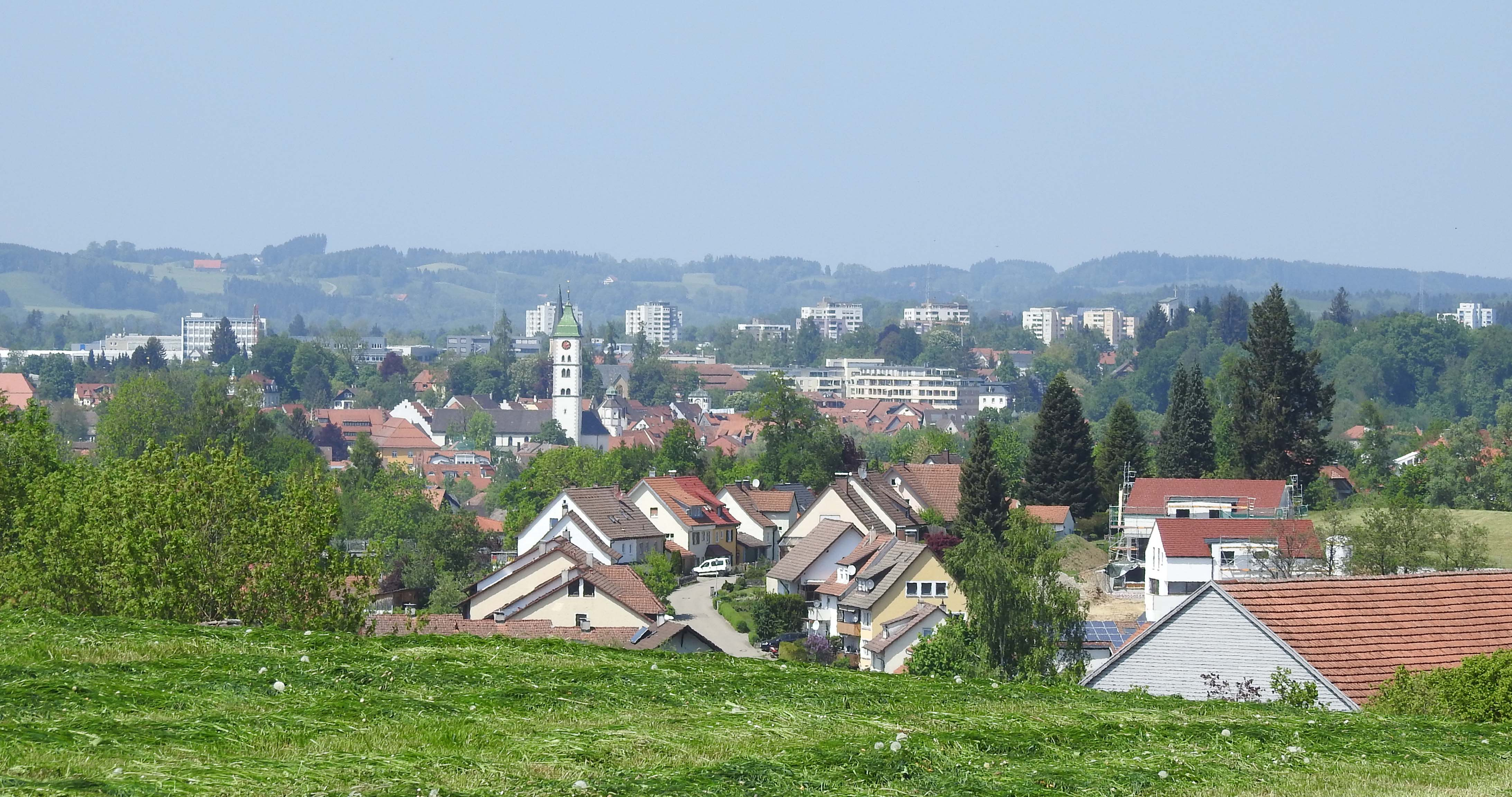
Gemeindeteil Schwarzenberg von Süden (Bayern), im Hintergrund Wangen im Allgäu in Baden-Württemberg

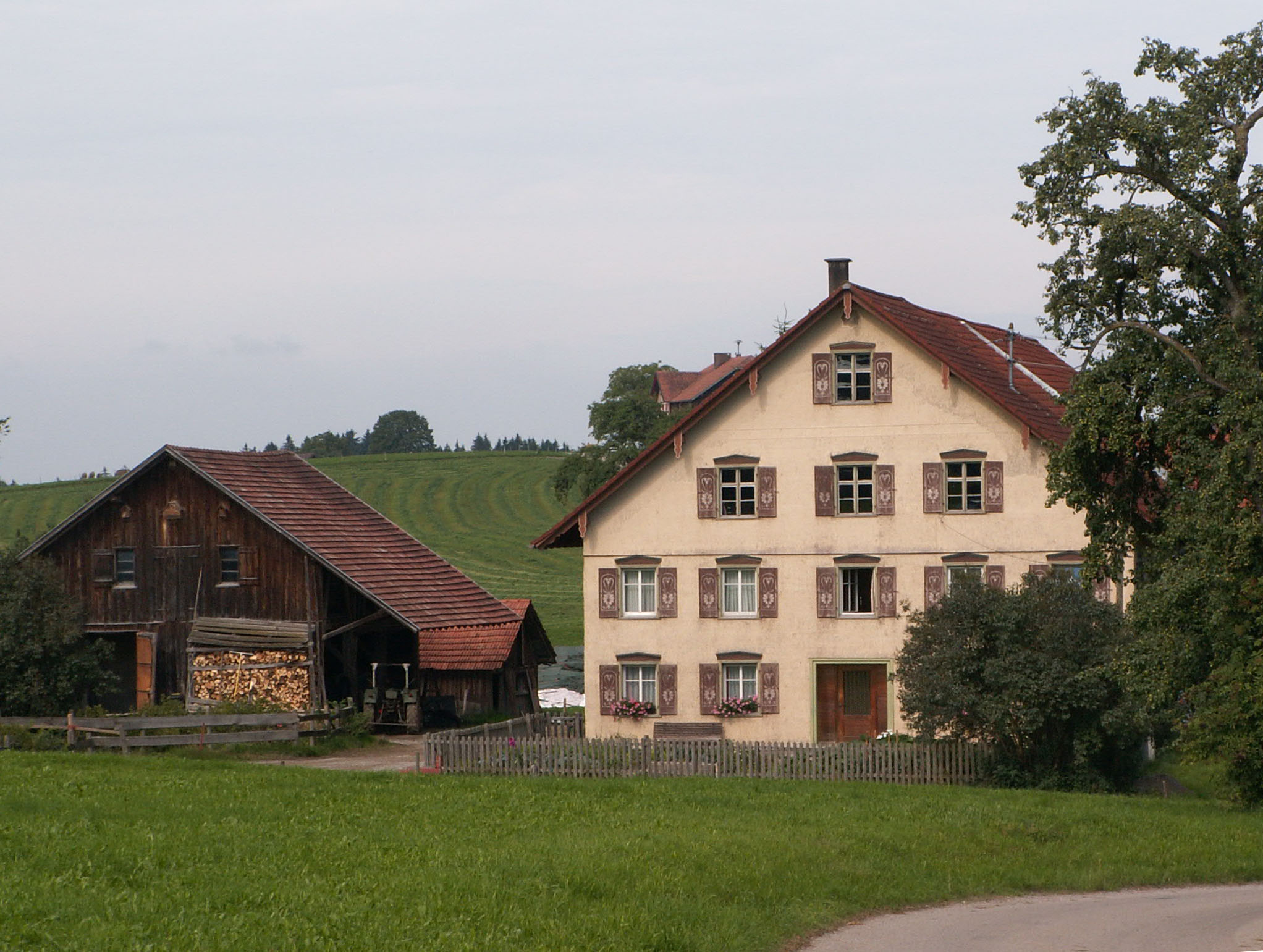
Edelitz

Hergatz (westallgäuerisch Hörgatz) ist eine Gemeinde im bayerisch-schwäbischen Landkreis Lindau (Bodensee). Die Gemeinde entstand in der jetzigen Form Ende der 1970er Jahre im Zuge der Gemeindereform aus den Altgemeinden Wohmbrechts und Maria-Thann. 

## Geographie

### Gemeindeteile
Es gibt 21 Gemeindeteile (in Klammern ist der Siedlungstyp angegeben):
- Adelgunz (Weiler)
- Beuren (Weiler)
- Butzen (Einöde)
- Edelitz (Weiler)
- Engelitz (Dorf)
- Grod (Weiler)
- Gses (Einöde)
- Handwerks (Weiler)
- Hergatz (Dorf)
- Itzlings (Dorf)
- Lengatz (Dorf)
- Maria-Thann (Pfarrdorf)
- Möllen (Weiler)
- Muthen I (Weiler)
- Muthen II (Einöde)
- Reutenmühle (Einöde)
- Schreckelberg (Dorf)
- Schwarzenberg (Dorf)
- Schwarzensee (Weiler)
- Staudach (Dorf)
- Wohmbrechts (Pfarrdorf)

### Lage
Das Gemeindegebiet im westlichen Allgäu befindet sich in Höhenlagen von 550 bis 630 m ü. NHN. Das Gemeindegebiet grenzt im Nordosten an die Obere Argen, im Nordwesten an deren abwärtigem linken Zufluss Schwarzenbach. Beides sind Grenzflüsse von Bayern zu Baden-Württemberg. An der Südseite endet das Gemeindegebiet am Gewässerzug aus deren rechten Oberlaufzufluss Dürrach und weiter im Westen der Leiblach selbst. Obere Argen wie Leiblach entwässern in den östlichen Bodensee.
Die Gemeindeteile Grod, Beuren, Möllen, Wohmbrechts und Hergatz liegen an der Bundesstraße 12 München–Lindau, etwa 20 km vor Lindau. Die B 12 bildet in Wohmbrechts die Ortsdurchfahrt. Die Gemeindeteile Grod, Staudach und Handwerks liegen am Südufer der Oberen Argen oder in deren linker Flussaue.
Die Tiroler Salzstraße von Bad Reichenhall und Hall in Tirol nach Lindau führt durch den Ortsteil Wohmbrechts, wo ein ehemaliger Salzstadel steht, dessen Vorgänger schon etwa 1513 an dieser Stelle gestanden haben dürfte.

### Nachbargemeinden
| Wangen im Allgäu |                                             | Argenbühl   |
|                  | Kompassrose, die auf Nachbargemeinden zeigt |             |
| Hergensweiler    | Opfenbach                                   | Heimenkirch |

## Geschichte

### Bis zur Gemeindegründung
Hergatz wurde 1349 erstmals erwähnt. Damals besaßen die Herren von Ellhofen, die Schlaich von Schreckelberg, die Vogtei Wohmbrechts und Wangener Bürger die Besitz- und Herrschaftsrechte. Die Letztgenannten bildeten, zusammen mit Wohmbrechts, die Hauptmannschaft auf dem Gebiet der Reichsstadt Wangen. Edelitz, das heute zur Gemeinde Hergatz gehört, früher jedoch der Pfarrei Wohmbrechts angehörte, wies 1574 fünf Güter als St. Galler Lehenhöfe (Afterlehen Syrgensteins) aus. Davon blieben vier bis ins 19. Jahrhundert dienstbar.
Die Straßenverbindung von Isny nach Lindau (Salzstraße bzw. heutige Bundesstraße 12) führt durch Wohmbrechts und Hergatz und prägte diese Orte. Sie wurde auch von Pilgern benutzt, da Wohmbrechts bis ins 18. Jahrhundert ein viel besuchter Wallfahrtsort war. 1739 wurden die Gebeine der als Selige verehrten Nonne Richildis in der Pfarrkirche beigesetzt.

### Wohmbrechts
Dieser Gemeindeteil, der auch der Verwaltungssitz ist, wurde erstmals 1269 urkundlich erwähnt. Ebenfalls im 13. und 14. Jahrhundert erschienen die Ritter von Wohmbrechts. Von diesen war Ulrich von Wohmbrechts der energischste und kriegerischste Vertreter und stritt sich jahrelang mit dem Abt vom Weingartener Kloster um einen Wald, den er als Lehen beanspruchte. Sein Siegel besaß drei Greifenklauen, von denen das heutige Wappen der Gemeinde Hergatz eine enthält.
Wilhelm von Wohmbrechts, ein Nachkomme Ulrichs, war europaweit als Haudegen bekannt, da er für den König von Dänemark gegen die Schweden und Litauer kämpfte. Er zog auch für den Markgrafen von Brandenburg, den Grafen von Tirol und den Herzog von Baiern in den Krieg. Das Schloss Wohmbrechts wurde wahrscheinlich in seiner Zeit gebaut.

### Maria-Thann
Maria-Thann war zuerst nur unter dem Namen Tann(e) (Siedlung im Tannenwald) bekannt. Erst als im 15. Jahrhundert die Marienwallfahrt einsetzte, bekam der Ort wohl seinen Namenszusatz Maria. Dieser ist jedoch erst seit dem 19. Jahrhundert gesichert.
Die erste sichere Erwähnung von Maria-Thann gibt es im Liber taxationis der Diözese Konstanz (ecclesia in Tanne). Eberhardus de Tanna 1187 und Bertholdo princerna (Mundschenk) de Tanne 1216 beziehen sich jedoch nicht auf Maria-Thann. Diese waren oberschwäbische Reichsministeriale, deren Namensgebung auf die Burg Tanne, nordöstlich von Ravensburg, zurückging. Im Jahr 1353 befanden sich in der Siedlung 24 Wohnstätten.
Die Sürg von Sürgenstein (Syrg von Syrgenstein) hatten seit der Mitte des 14. Jahrhunderts einen Teil der Rechte und Besitzungen in Maria-Thann inne.

### Ab dem 16. Jahrhundert
Wangen erhielt Anfang des 16. Jahrhunderts von den Grafen von Montfort die hohe Gerichtsbarkeit über Maria-Thann und Wohmbrechts. Dadurch entstand die Wangener Hauptmannschaft Thann-Wohmbrechts, die mit Wangen im Jahr 1802 an Bayern ging. Wangen wurde 1810 Oberamtsstadt in Württemberg, Maria-Thann und Wohmbrechts blieben jedoch bayerisch und wurden mit dem Gemeindeedikt von 1818 zu selbstständigen Gemeinden.
1865 wurde die Gemeinde Thann (Maria) amtlich in Maria-Thann umbenannt.
An der Salzstraße in Wohmbrechts, die über Kempten, Isny und Wangen an den Bodensee verläuft, lag die letzte Salzfaktorei. 1853 wurde die Bahnstrecke Buchloe–Lindau fertiggestellt, die auch durch Wohmbrechts und Hergatz führt. 1890 wurde in Hergatz die Stadt Wangen und das oberschwäbische Hinterland an diese Strecke angebunden und machte den Ort zu einem wichtigen Verkehrsknotenpunkt. Dadurch bekamen die Milchprodukte der in Hergatz gegründeten Käsefabrik P. Paul Eberle einen Absatzmarkt.
Die Gemeinde Hergatz ist am 1. Mai 1978 aus dem Zusammenschluss der Gemeinden Wohmbrechts und Maria-Thann entstanden. Das für die neue Gemeinde namensgebende Hergatz war vorher ein Ortsteil von Wohmbrechts.

## Einwohnerentwicklung
Hergatz wuchs von 1988 bis 2008 um 153 Einwohner bzw. um ca. 7 %. Zwischen 1988 und 2018 wuchs die Gemeinde von 2168 auf 2427 um 259 Einwohner bzw. um 12 %.
Die Einwohnerzahlen ab 1840 beziehen sich auf die heutige Gemeindefläche (Stand: 1978).
| Bevölkerungsentwicklung | Bevölkerungsentwicklung | Bevölkerungsentwicklung | Bevölkerungsentwicklung | Bevölkerungsentwicklung | Bevölkerungsentwicklung | Bevölkerungsentwicklung | Bevölkerungsentwicklung | Bevölkerungsentwicklung | Bevölkerungsentwicklung | Bevölkerungsentwicklung | Bevölkerungsentwicklung | Bevölkerungsentwicklung | Bevölkerungsentwicklung | Bevölkerungsentwicklung |
| ----------------------- | ----------------------- | ----------------------- | ----------------------- | ----------------------- | ----------------------- | ----------------------- | ----------------------- | ----------------------- | ----------------------- | ----------------------- | ----------------------- | ----------------------- | ----------------------- | ----------------------- |
| Jahr                    | 1840                    | 1900                    | 1939                    | 1950                    | 1961                    | 1970                    | 1987                    | 1991                    | 1995                    | 2000                    | 2005                    | 2010                    | 2015                    | 2016                    |
| Einwohner               | 849                     | 1093                    | 1262                    | 1642                    | 1720                    | 1882                    | 2158                    | 2230                    | 2302                    | 2264                    | 2297                    | 2309                    | 2393                    | 2387                    |

## Politik

### Bürgermeister
Erster Bürgermeister ist seit 2020 Oliver-Kersten Raab.

### Wappen
| Wappen von Hergatz | Blasonierung: „In Silber eine eingeschweifte rote Spitze, darin ein silberne heraldische Lilie; vorne ein schwarzer Greifenfang, hinten ein schwarzer Schrägbalken.“ |
| Wappen von Hergatz | Wappenbegründung: Die Gemeinde Hergatz besteht seit 1978 aus den ehemals selbstständigen Gemeinden Maria-Thann und Wohmbrechts. Das Gemeindewappen geht auf die Geschichte dieser beiden Orte ein. Der schwarze Greifenfang ist dem Wappen der Herren von Wohmbrechts entnommen, die seit 1395 als Grundherren nachweisbar sind. Die eingeschweifte Spitze mit der Lilie weist auf das alte Wappen der Reichsstadt Wangen und erinnert an ihre Herrschaft in Wohmbrechts. Der schwarze Schrägbalken stammt aus dem Wappen der Sürg von Sürgenstein (Syrg von Syrgenstein), die seit der Mitte des 14. Jahrhunderts einen Teil der Rechte und Besitzungen in Maria-Thann innehatten. Dieses Wappen wird seit 1984 geführt. |

## Kultur und Sehenswürdigkeiten

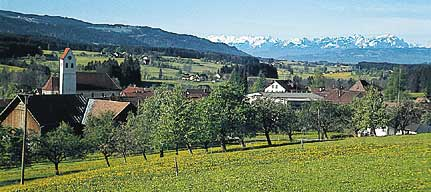
Gemeinde Hergatz, Ortsteil Wohmbrechts

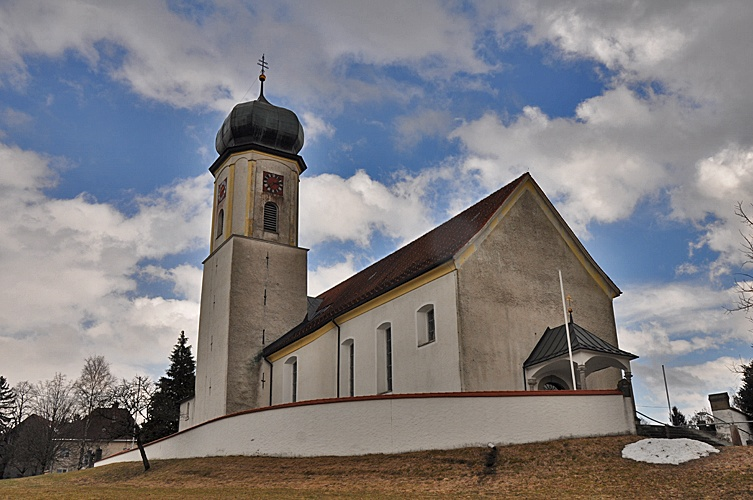
Wallfahrtskirche Maria Thann

### Bauwerke

#### Wohmbrechts
Das ehemalige Schloss und die Kirche St. Georg sind zu besichtigen. An der B 12 steht der ehemalige Salzstadel. Im „Palast“ von Peter Paul Lingg ist unter anderem eine Pizzeria untergebracht.

#### Maria-Thann
Die Marienkirche, eine Wallfahrtskirche mit einem grünen Zwiebelturm, ist eine der ältesten Kirchen des Allgäus und bildet den Ursprung der Pfarrei Maria-Thann.
Bis zum 14. Februar 2000 stand bei der Kirche die Kirchenlinde aus dem 18. Jahrhundert, die gefällt werden musste. Die Reste können noch in Maria-Thann besichtigt werden.

#### Muthen
Auf der Hämmerlebrücke, einer Eisenbahnbrücke auf der Bahnstrecke Lindau–Immenstadt, überqueren die Züge das Leiblachtal.

### Regelmäßige Veranstaltungen
Am ersten Wochenende eines Jahres findet das Schneeflockenfest statt, welches von der dort ansässigen Landjugend veranstaltet wird. Dieses fand 2012 zum zehnten und letzten Mal mit einer Länge von drei Tagen statt.

### Dialekt
In Hergatz wird der westallgäuerische Dialekt gesprochen (mit Ausrichtung ins Schwäbische).

## Wirtschaft und Infrastruktur

### Verkehr

#### Straßenverkehr
Hergatz liegt an den Bundesstraßen B 12 und B 32. Die Anschlussstellen Wangen-West und Wangen-Nord der A 96 sind über die Bundesstraße 32 in wenigen Minuten erreichbar.

#### Busverkehr
Der Busverkehr wird seit Dezember 2023 durch die Firma Sohler betriebenen, welche sich bei der Ausschreibung durchsetzen konnte. Die Linie 15 verbindet von Montag bis Freitag Hergatz, Itzlings, Wohmbrechts, Muthen und Schwarzenberg mit dem Mittelzentrum Wangen im Allgäu. Von Hergatz, Bf verkehrt die Linie 13 nach Lindenberg.
Lediglich die Linie 17 von Hergatz,Bf nach Lidau wird durch die Regionalverkehr Alb Bodensee GmbH betrieben. Aufgabenträger ist der Landkreis. Es gilt der Tarif des Verkehrsverbundes Bodensee-Oberschwaben.

#### Schienenverkehr

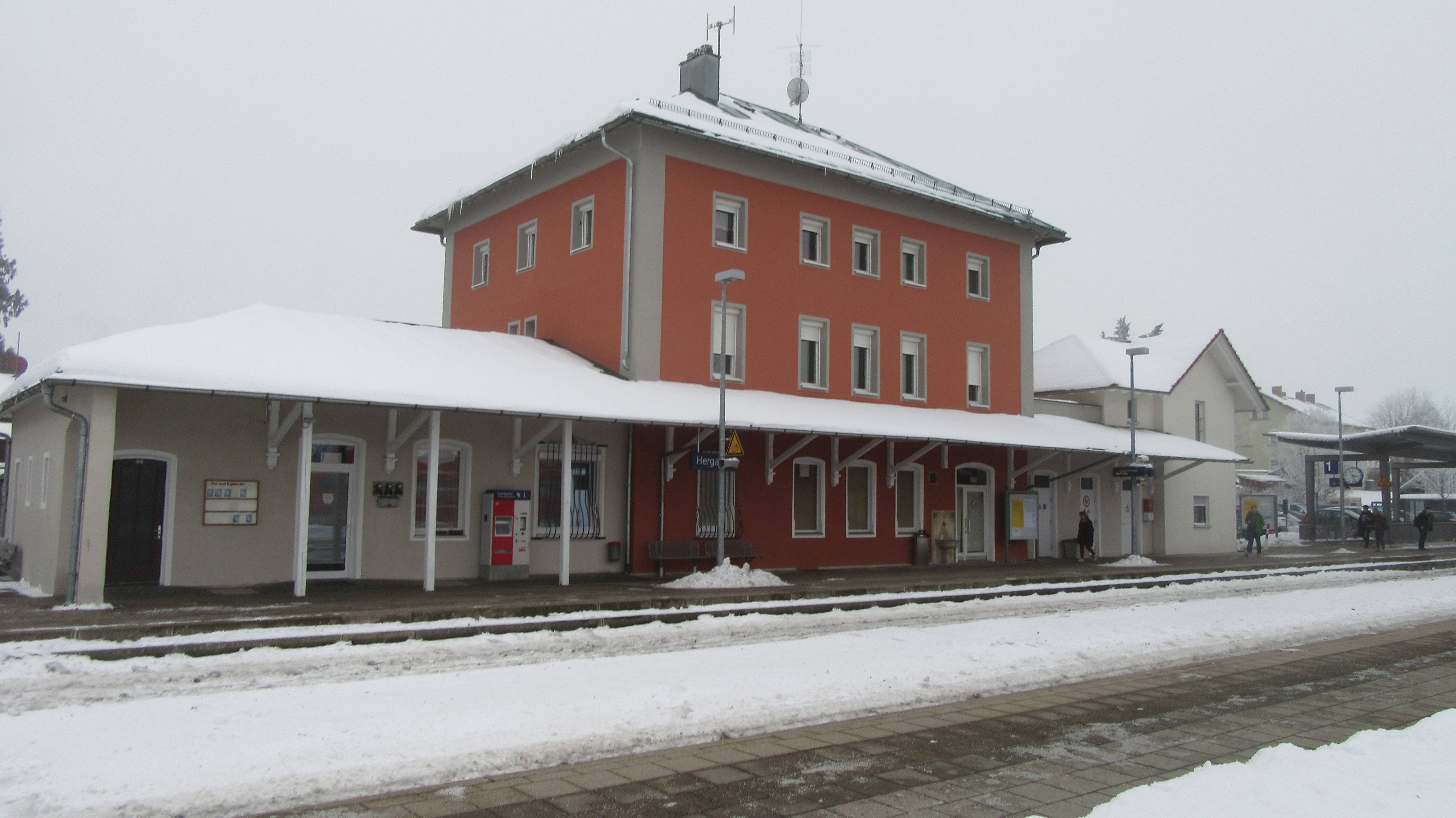
Bahnhof Hergatz

Der Bahnhof Hergatz ist der einzig verbliebene Bahnanschluss in der Gemeinde Hergatz. Dort zweigt die Bahnstrecke Kißlegg–Hergatz von der Bahnstrecke Buchloe–Lindau ab und verbindet sie über Wangen im Allgäu mit der Bahnstrecke Herbertingen–Isny. Die Stationen Wohmbrechts und Maria-Thann an der Strecke Buchloe–Lindau wurden noch zu Zeiten der Deutschen Bundesbahn aufgelassen. In Muthen, wenig unterhalb der Zumündung der Dürrach, überquert sie das Flüsschen Leiblach.

#### Radverkehr
Hergatz liegt am Bodensee-Königssee-Radweg, welcher in Lindau beginnt und zunächst über Sigmarszell und Hergensweiler nach Hergatz und weiter über Eglofstal, Röthenbach (Allgäu) und Stiefenhofen nach Oberstaufen führt.

## Persönlichkeiten
- Georg von Jochner (1860–1923), Archivar
- Ludwig Dorn (1900–1986), Pfarrer und Historiker, zwischen 1955 und 1969 in Wohmbrechts tätig
- Georg Karg (* 1941), Haushaltsökonom

## Belege
1. ↑  Gemeinden, Kreise und Regierungsbezirke in Bayern, Einwohnerzahlen am 31. Dezember 2023; Basis Zensus 2022 (Hilfe dazu)
2. ↑  Raab auf pressreader.com Abgerufen am 17. Oktober 2022
3. ↑  Gemeinde Hergatz in der Ortsdatenbank der Bayerischen Landesbibliothek Online. Bayerische Staatsbibliothek, abgerufen am 18. August 2019.
4. ↑  Gemeinde Hergatz, Liste der amtlichen Gemeindeteile/Ortsteile im BayernPortal des Bayerischen Staatsministerium für Digitales, abgerufen am 11. Dezember 2021.
5. ↑  Wilhelm Volkert (Hrsg.): Handbuch der bayerischen Ämter, Gemeinden und Gerichte 1799–1980. C. H. Beck, München 1983, ISBN 3-406-09669-7, S. 513.
6. ↑  Statistisches Bundesamt (Hrsg.): Historisches Gemeindeverzeichnis für die Bundesrepublik Deutschland. Namens-, Grenz- und Schlüsselnummernänderungen bei Gemeinden, Kreisen und Regierungsbezirken vom 27.5.1970 bis 31.12.1982. W. Kohlhammer, Stuttgart / Mainz 1983, ISBN 3-17-003263-1, S. 787 (Statistische Bibliothek des Bundes und der Länder [PDF; 41,1 MB]).
7. ↑  Raab auf pressreader.com Abgerufen am 17. Oktober 2022
8. ↑  Wappen von Hergatz in der Datenbank des Hauses der Bayerischen Geschichte